# Chalcorana rufipes
Chalcorana rufipes es una especie de anfibio anuro de la familia Ranidae.

## Distribución geográfica
Esta especie es endémica de Sumatra Occidental en Indonesia. Se encuentra alrededor de Padang.

## Descripción
Los machos miden de 43,7 a 48,4 mm y las hembras de 53,8 a 64,4 mm.

## Etimología
El nombre específico rufipes proviene del latín rufus, rojo y de pes, el pie, con referencia al aspecto de esta especie.

## Publicación original
- Inger, Stuart & Iskandar, 2009 : Systematics of a widespread Southeast Asian frog, Rana chalconota (Amphibia: Anura: Ranidae). Zoological Journal of the Linnean Society, vol. 155, p. 123-147[3]